# برین هورروکز
برین هورروکز (انگلیسی: Brian Horrocks؛ ۷ سپتامبر ۱۸۹۵ – ۴ ژانویهٔ ۱۹۸۵) یک فرد نظامی اهل بریتانیا بود. وی پیش‌تر فرمانده لشکر ۹ زرهی (بریتانیا) بود.